# Ger Vaders
Gerrit (Ger) Vaders (Den Haag, 29 augustus 1925 – Groningen, 11 juli 2005) was een Nederlands journalist. Hij was hoofdredacteur van het Nieuwsblad van het Noorden en werd landelijk bekend als een van de gegijzelden tijdens de treinkaping bij Wijster door Zuid-Molukse jongeren in december 1975.

## Loopbaan
Vaders begon in 1945 bij de communistische krant De Waarheid als kunstredacteur. Vijf jaar later stapte hij over naar De Telegraaf, waarvoor hij onder meer als correspondent in Londen werkte.
Van 1961 tot 1987 was Vaders hoofdredacteur van het Nieuwsblad van het Noorden. Onder zijn bewind werd de oplage verdubbeld tot ruim 140.000 exemplaren. Eind jaren zeventig droeg hij de dagelijkse leiding van de krant over, na een conflict met zijn redactie.
Zijn ervaringen als een van de gegijzelden tijdens de dramatisch verlopen treinkaping bij Wijster (2 december - 14 december 1975) verwerkte hij in het boek IJsbloemen en witte velden (1989). Voor dit boek, waarvan in 1990 een tweede druk verscheen, gebruikte hij de aantekeningen die hij had gemaakt tijdens de kaping en die destijds onder de kop 'Gevallenen uit Gods hand' daags na afloop van de gijzeling waren gepubliceerd in zijn eigen krant. In dat boek schreef hij dat Sam Pormes (later lid Eerste Kamer voor GroenLinks) een van de initiatiefnemers van de treinkaping bij De Punt in 1977 was geweest. Vaders was tot die conclusie gekomen, omdat Max Papilaya, de leider van de gijzelnemers in 1977, aan de bemiddelende mevrouw Soumokil had gevraagd contact op te nemen met Pormes en aan haar ook stiekem een fotootje van Pormes had meegegeven. Als reactie op die beschuldiging daagde Pormes met succes Vaders voor de rechter wegens smaad. Vaders werd tot een rectificatie gedwongen waarover hij later zei dat hij de beschuldiging te stellig had geformuleerd.
Door de kaping werd Vaders herinnerd aan 1948, toen hij in Nederlands-Indië deelnam aan de Tweede politionele actie. In 1993 ging hij naar Indië terug en reisde met Poncke Princen, die destijds aan de kant van de TNI had gevochten, langs de strijdtonelen van weleer. Over de ontmoeting met Princen schreef hij het boekje De Verliezers (1993), waarin hij onder meer de these ontvouwde, dat Nederland de politionele acties had uitgevoerd, omdat het leger na de in 1942 verloren strijd tegen Japan wilde bewijzen, dat het een oorlog kon winnen.
Vaders overleed op 79-jarige leeftijd in zijn woonplaats Groningen.